# Mosillus infusa
Mosillus infusa är en tvåvingeart som först beskrevs av Walker 1856.  Mosillus infusa ingår i släktet Mosillus och familjen vattenflugor. Inga underarter finns listade i Catalogue of Life.